# Acanthonchus californicus
Acanthonchus californicus is een rondwormensoort uit de familie van de Cyatholaimidae.